# Jacqueline Andere
María Esperanza Jacqueline Andere Aguilar (née le 20 août 1938 à Mexico) est une actrice mexicaine de cinéma et de télévision. Elle est mariée au scénariste argentin José María Fernández Unsáin.

## Biographie
Principalement actrice de telenovelas, Jacqueline Andere tient aussi des rôles au cinéma et au théâtre. Au cinéma, elle a joué dans le film L'Ange exterminateur de Luis Buñuel et son grand succès a été Yesenia.
Dans les telenovelas, elle a incarné des personnages de protagonistes et aussi d'antagonistes dans des productions comme : El maleficio, Ángeles blancos, Mi querida Isabel, La otra, La madrastra et Soy tu dueña.

## Filmographie

### Telenovelas
- 2016 : Las amazonas : Bernarda Castro Vda. de Mendoza
- 2013 : Libre para amarte : Amelia Lascurain Vda. de Sotomayor
- 2010 : Soy tu dueña : Leonor de Montesinos
- 2007 : Amor sin maquillaje : Elle-même
- 2005-2006 : Peregrina : Victoria Castillo de Alcocer
- 2005 : La madrastra : Alba San Román
- 2002 : La otra : Bernarda Sáenz Vda. de Guillén
- 2000 : Mi destino eres tú : Nuria del Encino de Rivadeneira
- 1999 : Serafín : Alma de la Luz
- 1998-1999 : Ángela : Emilia Santillana Roldán
- 1996-1997 : Mi querida Isabel : Doña Clara Riquelme viuda de Márquez
- 1995 : Alondra : Verónica Real de Díaz
- 1994-1995 : El vuelo del águila : Carmen "Carmelita" Romero Rubio y Castelló de Díaz
- 1990-1991 : Ángeles blancos : Rocío Díaz de León
- 1988-1989 : Nuevo amanecer : Laura Treviño
- 1983-1984 : El maleficio : Beatriz de Martino
- 1981-1982 : Quiéreme siempre : Ana María Ponce de León
- 1980 : Sandra y Paulina : Sandra Antonelli / Paulina
- 1978-1979 : Pecado de amor () - Paula Otero / Chantal Luque
- 1976-1977 : Mañana será otro día : Mariana
- 1975-1976 : Barata de primavera : Leticia Reyes
- 1974 : Ha llegado una intrusa : Alicia
- 1973 : Cartas sin destino : Rosina
- 1970 : Encrucijada : Wendy Keeper
- 1968 : En busca del paraíso : Giselle
- 1968 : Leyendas de México
- 1967 : Dicha robada : Ofelia
- 1967 : Amor en el desierto : Adriana
- 1967 : Engáñame
- 1966-1967 : El derecho de nacer : Isabel Cristina
- 1966 : Corazón salvaje : Aimeé Molnar D'Autremont
- 1966 : La dueña : Ángela
- 1965 : El abismo
- 1965 : Alma de mi alma : Alma
- 1965 : Nuestro barrio : Laura
- 1964 : La vecindad : Yolanda
- 1964 : Gabriela : Sara
- 1964 : Siempre tuya : Caty
- 1963 : Agonía de amor
- 1963 : Cita con la muerte
- 1963 : Eugenia
- 1963 : Grandes ilusiones
- 1962 : El caminante
- 1962 : Encadenada : Laura
- 1962 : Janina : Gladys
- 1962 : Sor Juana Inés de la Cruz
- 1962 : Las momias de Guanajuato
- 1961 : La leona : María
- 1961 : Conflicto
- 1960 : Vida por vida

### Films
- 2013 : Siete años de matrimonio : Adriana
- 2010 : Héroes verdaderos : Josefa Ortiz de Domínguez (voix)
- 1994 : La señorita
- 1987 : Una adorable familia
- 1982 : El cabezota : Maestra
- 1978 : Picardía mexicana : La maestra
- 1978 : La casa del pelícano : Margarita Ramírez
- 1978 : Los japoneses no esperan : Julia
- 1975 : Cristo te ama
- 1975 : Simón Blanco : Natalia
- 1974 : Con amor de muerte
- 1974 : Crónica de un amor : Margarita
- 1973 : El juego de la guitarra
- 1973 : Separación matrimonial : Clara
- 1972 : La gatita
- 1972 : Los enamorados
- 1972 : Hoy he soñado con Dios : Bertha
- 1971 : Intimidades de una secretaria
- 1971 : Las puertas del paraíso
- 1971 : Yesenia : Yesenia
- 1971 : En esta cama nadie duerme
- 1971 : Vuelo 701 : Lidia
- 1971 : Nido de fieras
- 1970 : La noche violenta
- 1970 : Fallaste corazón
- 1970 : Quinto patio
- 1970 : Las chicas malas del padre Mendez
- 1970 : El oficio más antiguo del mundo : Graciela
- 1970 : Tres noches de locura : (segmento "Ana")
- 1970 : Las bestias jóvenes
- 1970 : Los problemas de mamá : Rosa
- 1969 : Trampas de amor : Modesta (segmento "Yvonne")
- 1969 : El día de las madres
- 1969 : Almohada para tres
- 1968 : El zángano
- 1968 : Un largo viaje hacia la muerte
- 1967 : Rocambole contra las mujeres arpías
- 1965 : Amor amor amor : (segmento "Lola de mi vida")
- 1965 : El juicio de Arcadio
- 1965 : Lola de mi vida
- 1962 : Un día de diciembre
- 1962 : L'Ange exterminateur : Alicia de Roc
- 1959 : El vestido de novia : Nelly

### Émissions de télévision
- 1997-2002 : Mujer, casos de la vida real : Ana María
- 1955 : Teatro Fantástico

### Théâtre
- 2017 : Las Arpías[1]
- 2016 : Mujeres de Ceniza[2]
- 2014-2015 : La fierecilla tomada
- 2009 : Entre mujeres
- 2007-2008 : Carlota Emperatriz
- 1999-2002 : El amor no tiene edad
- 1983 : Un tranvía llamado deseo
- 1979 : Can-Can
- 1977 : Corona de sombra
- 1964 : La vidente